# Ardeuil-et-Montfauxelles
Ardeuil-et-Montfauxelles település Franciaországban, Ardennes megyében. Lakosainak száma 79 fő (2022. január 1.). Ardeuil-et-Montfauxelles Manre, Marvaux-Vieux, Séchault és Gratreuil községekkel határos.

## Népesség
A település népességének változása:
| Lakosok száma | 120  | 89   | 91   | 88   | 80   | 72   | 68   | 73   | 76   | 79   |
|               | 1968 | 1982 | 1990 | 2006 | 2013 | 2015 | 2017 | 2019 | 2020 | 2022 |